# Castelvetrano
Castelvetrano ist eine Gemeinde im Freien Gemeindekonsortium Trapani in der Region Sizilien in Italien mit 29.281 Einwohnern (Stand 31. Dezember 2023). Auf ihrem Gebiet liegt das antike Selinunt.

## Lage und Daten
Castelvetrano liegt rund 70 Kilometer südlich von Trapani auf einer Höhe von 187 m am Lago della Trinità. Die Gemeinde bedeckt eine Fläche von 206 km². Die Bevölkerung lebt hauptsächlich von der Landwirtschaft (Oliven und Wein), der Nahrungsmittelindustrie und vom Tourismus.
Castelvetrano liegt an der Bahnstrecke Palermo–Trapani und besitzt einen zentrumsnahen Bahnhof. Mit dem Auto beträgt die Fahrzeit nach Palermo eine Stunde.
Die Autobahn A29/E90 führt an Castelvetrano vorbei.
Die Siedlungen Triscina di Selinunte und Marinella di Selinunte sind frazioni (= Ortsteile) von Castelvetrano.
Nachbargemeinden sind Campobello di Mazara, Mazara del Vallo, Menfi (AG), Montevago (AG), Partanna, Salemi und Santa Ninfa.

## Geschichte
Bereits in der Altsteinzeit um 12.000 v. Chr. siedelten hier Menschen. Nekropolen belegen, dass die Gegend schon vor der Antike bewohnt war. Aus Megara Hyblaea kamen um 650 v. Chr. griechische Kolonisten und gründeten Selinunt auf dem heutigen Stadtgebiet. Später herrschten hier die Römer, die Araber und die Normannen. Nach der Sizilianischen Vesper wurde ab 1299 die Gemeinde ein Lehen Aragons an die Familie Tagliavia und entwickelte sich zur Stadt. Carlo d’Aragona Tagliavia (1521–1599) ragte danach hervor, nach ihm gab es ein Fürstentum (principato) Castelvetrano, das 1861 unter Garibaldi im geeinten Italien aufging. Goethe war am 21. April 1787 im Ort. Am 30. Dezember 1893 gab es Brandanschläge auf mehrere Einrichtungen und Streiks der sozialistischen Fasci siciliani, die zu mehreren Verhaftungen führten. Das Militär stellte die Ordnung wieder her.
Im Zweiten Weltkrieg befand sich bei Castelvetrano ein Militärflugplatz.

## Stadtbild und Bauwerke
- Piazza Garibaldi, der Mittelpunkt der Stadt mit dem Rathaus, der Kirche Chiesa Madre aus dem 16. Jahrhundert und der Fontana della Ninfa (Nymphenbrunnen)
- Stadtkern mit stark arabisch geprägter Architektur
- Villa Garibaldi, ein öffentlicher Park mit Aussicht auf die Stadt und die Umgebung
- Kirche San Domenico aus dem Jahr 1470, im Inneren sind Stuck und Fresken aus dem Jahr 1577 zu sehen, bei dem Erdbeben 1968 wurde die Kirche beschädigt
- Kirche San Giovanni aus dem 16. Jahrhundert, Ende des 18. Jahrhunderts auf den Ruinen neu erbaut
- Städtisches Museum mit Funden aus Selinunt

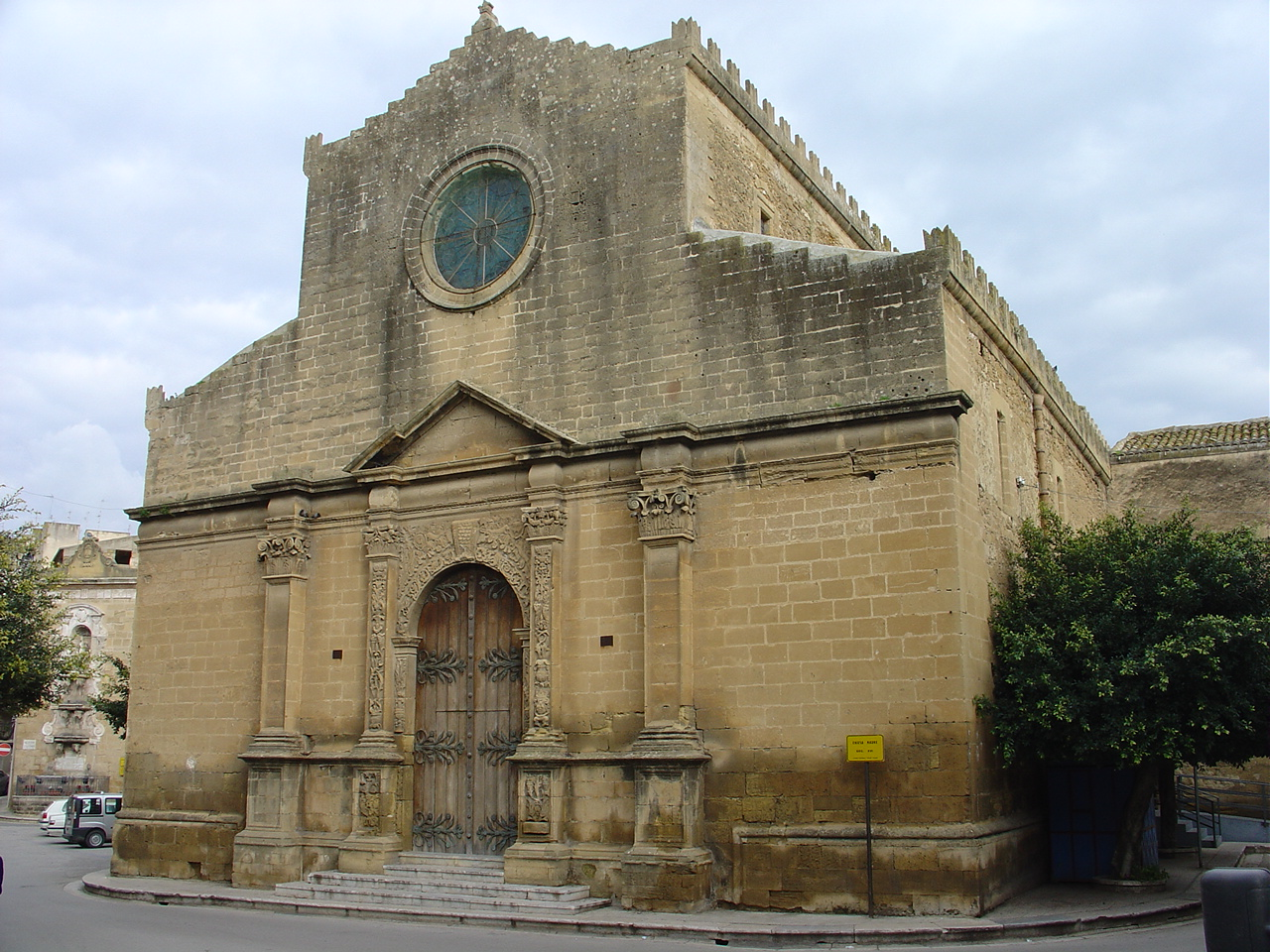
Chiesa Madre
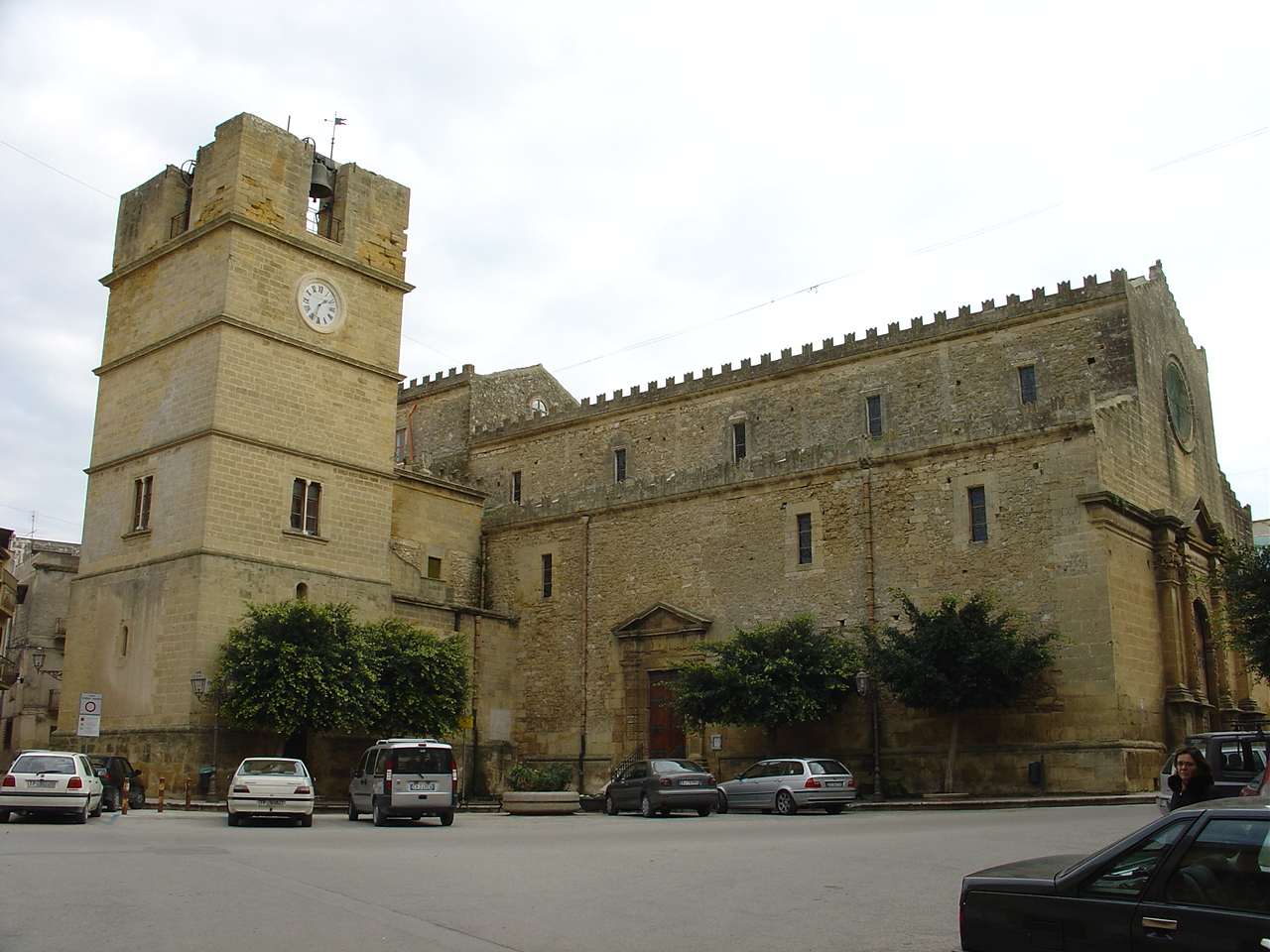
Chiesa Madre mit dem Torre Campanaria
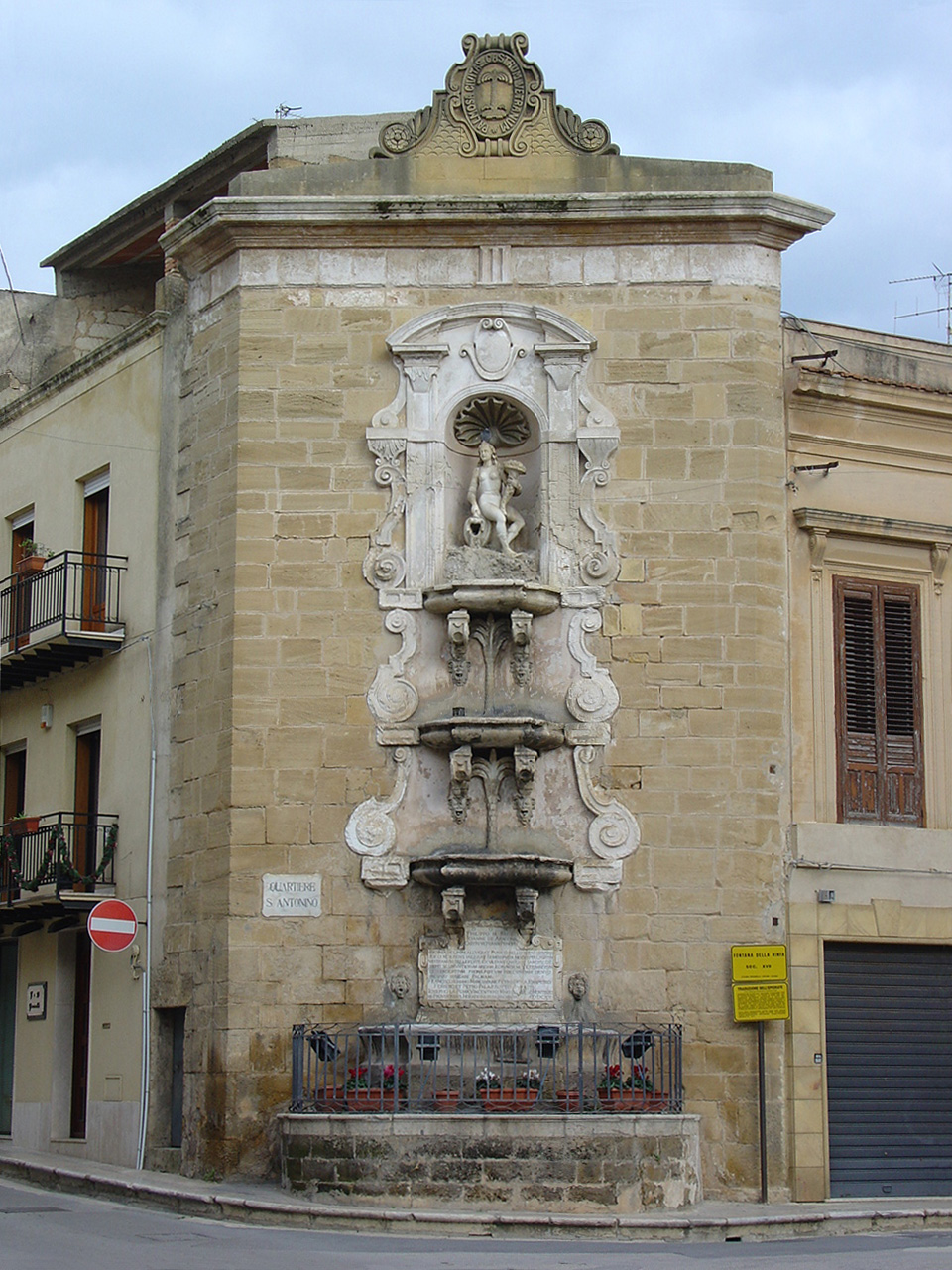
Fontana della Ninfa
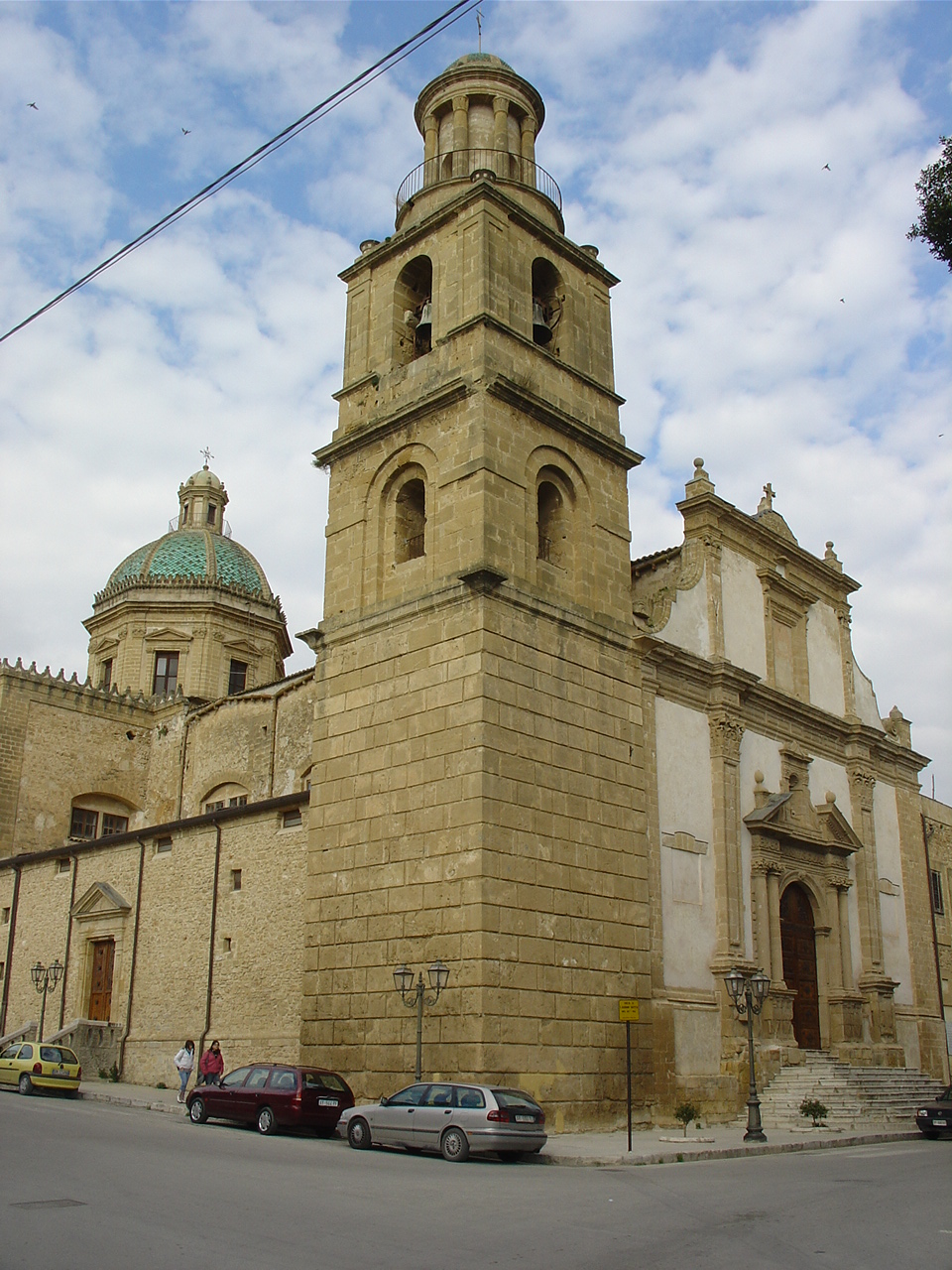
Chiesa di San Giovanni

## Umgebung
- Selinunt, ein antiker griechischer Ort nahe dem Ortsteil Marinella di Selinunte an der Küste mit acht griechischen Tempeln, die zu den bedeutendsten Sehenswürdigkeiten Siziliens zählen
- Santissima Trinità di Delia, eine Kirche vier Kilometer westlich von Castelvetrano, erbaut zwischen 1140 und 1160 im arabisch-normannischen Stil
- Rocche di Cusa, antike Steinbrüche elf Kilometer südwestlich von Castelvetrano auf dem Gebiet der Gemeinde Campobello di Mazara, hier wurden die Säulen für den Tempel G in Selinunt gebrochen
- Grandi Cave, ein antiker Steinbruch

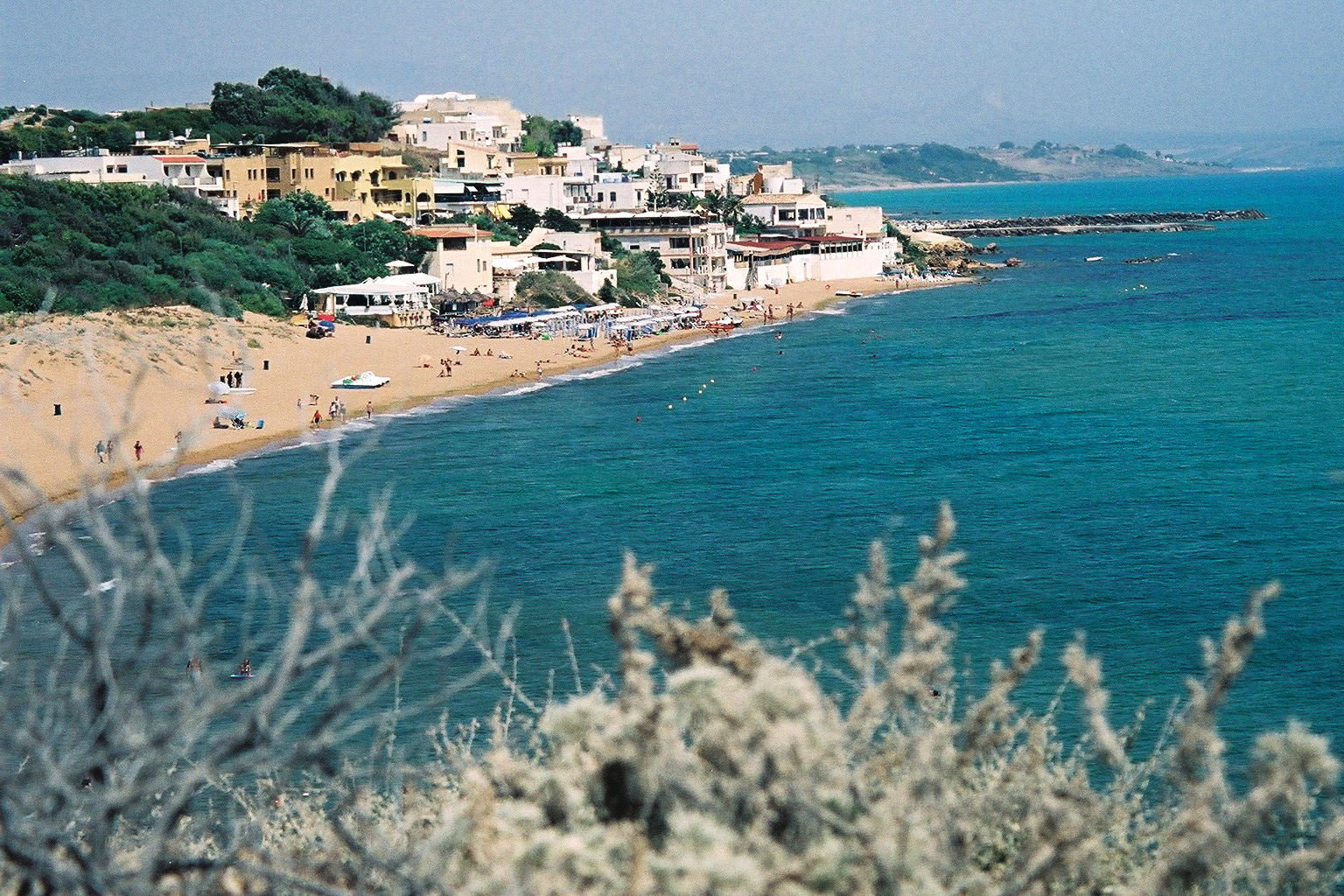
Ortsteil Marinella di Selinunte
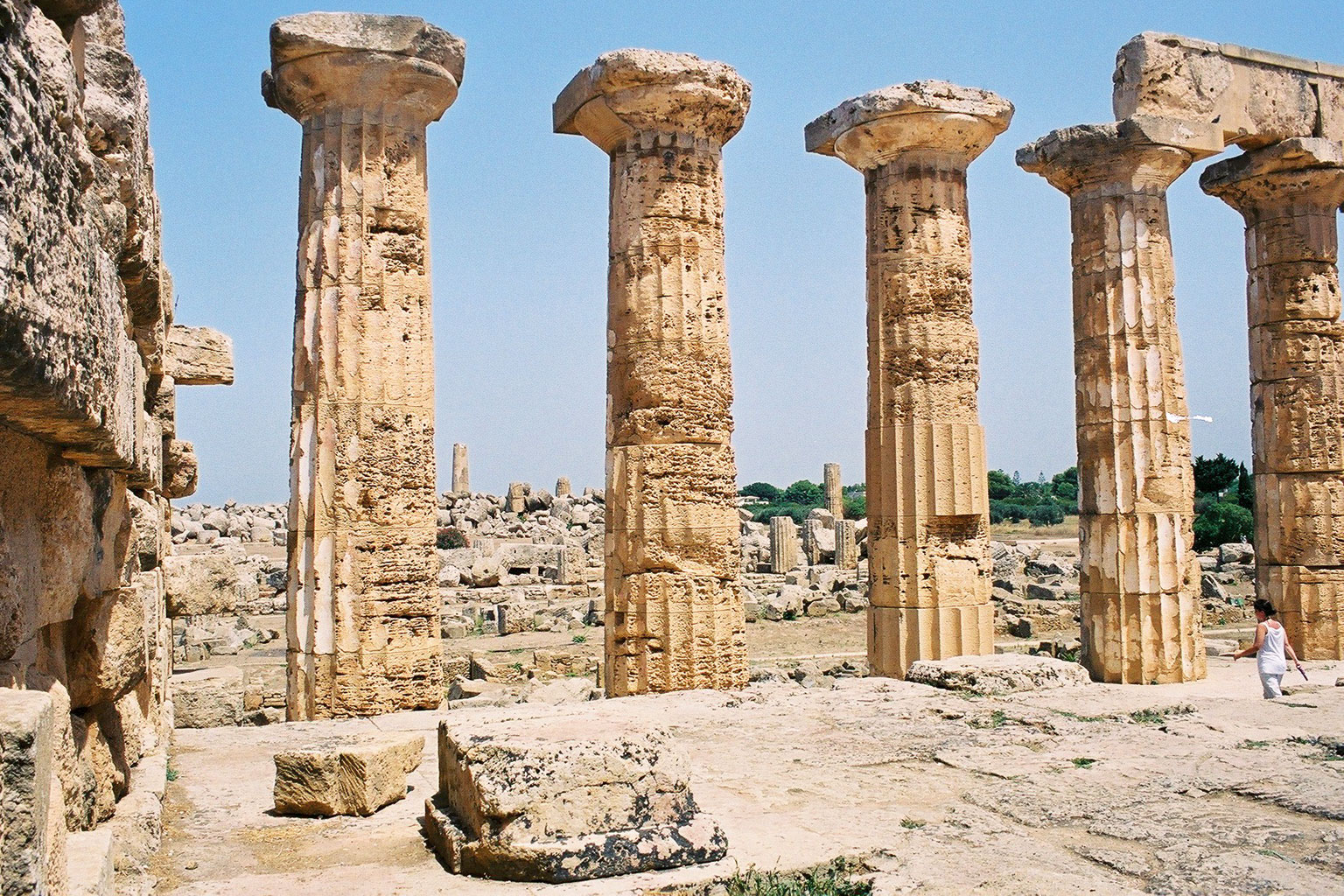
Tempel E in Selinunt
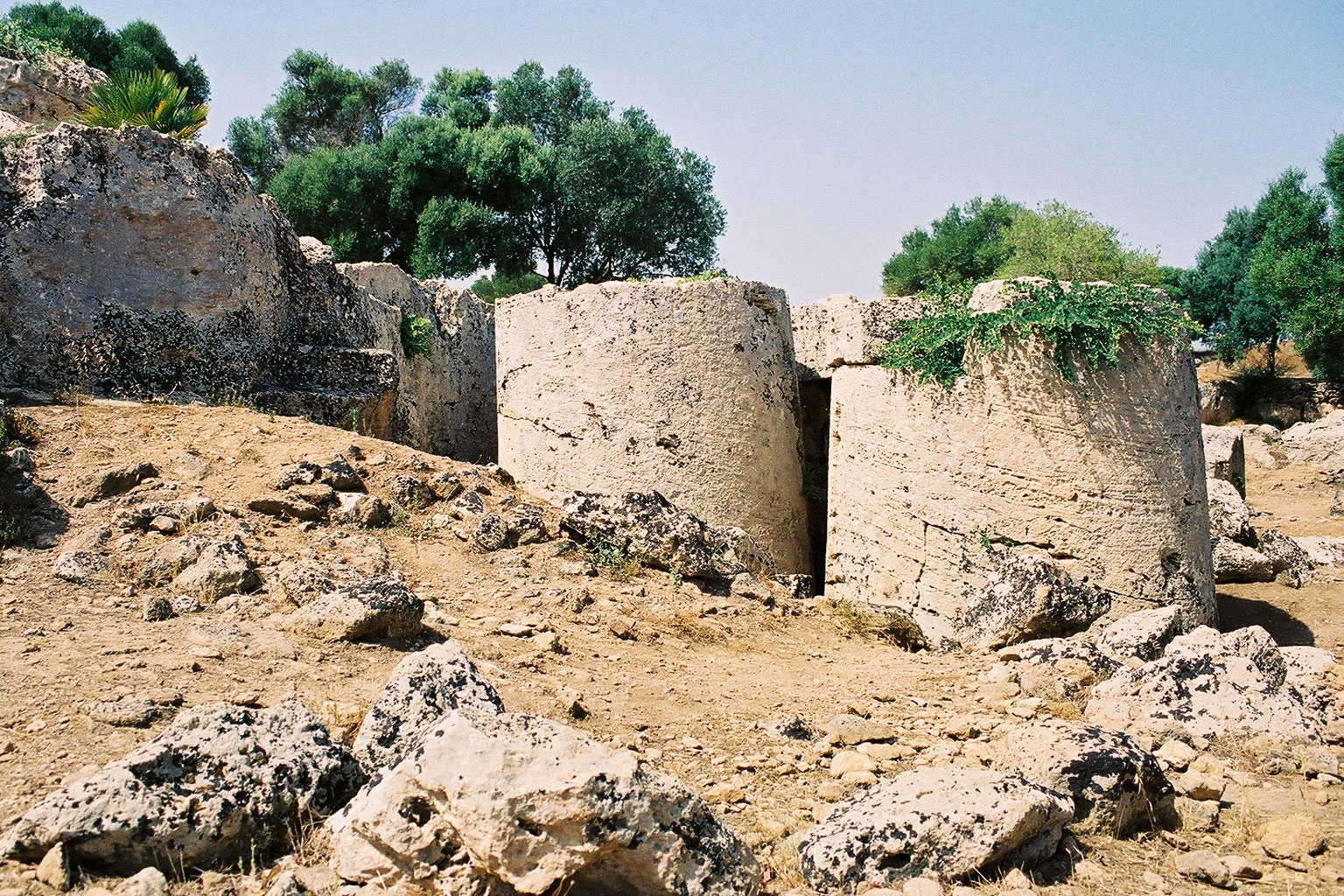
Rocche di Cusa
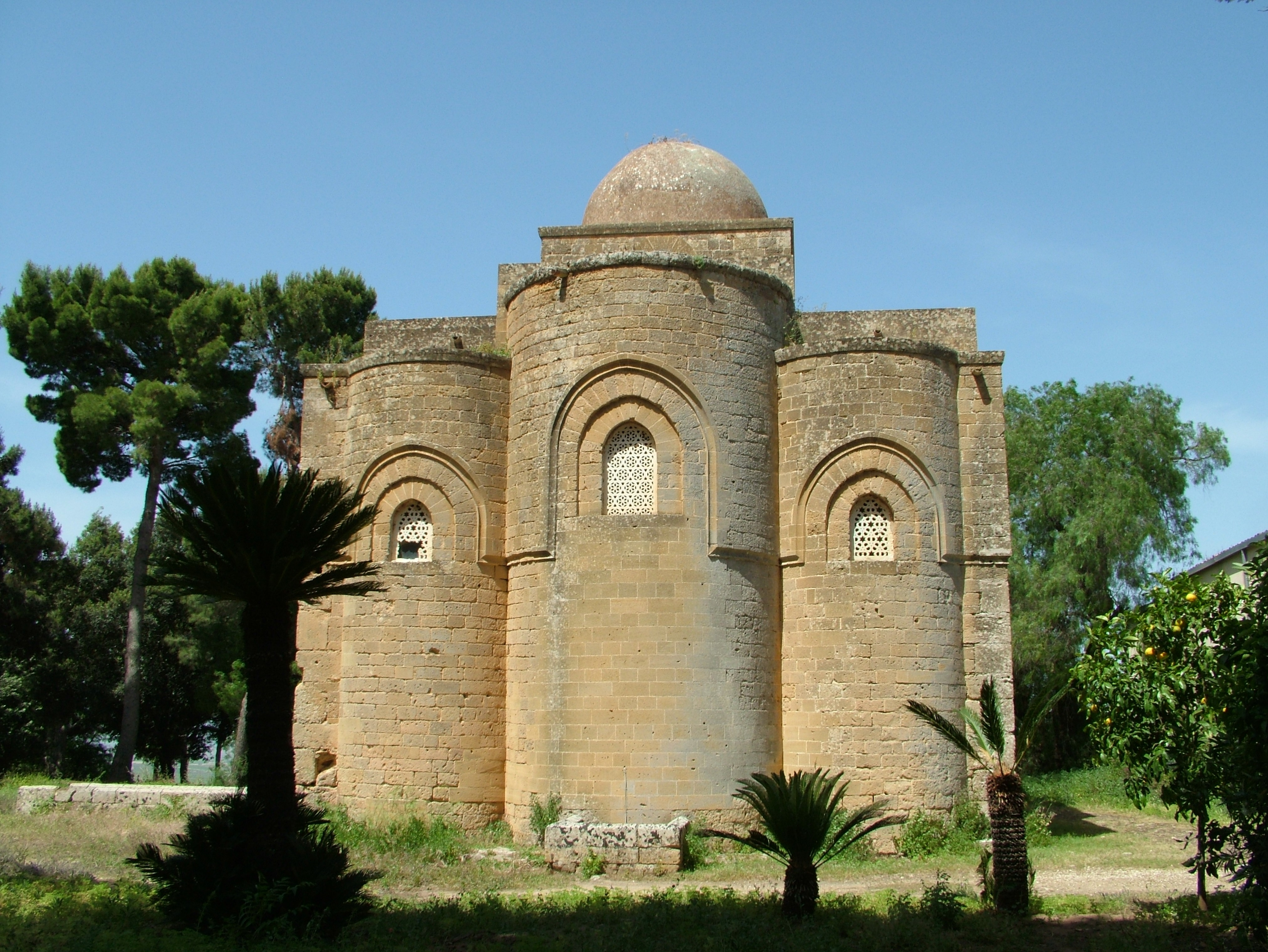
Kirche Santissima Trinità di Delia

## Söhne und Töchter der Gemeinde
- Gennaro Pardo (1865–1927), Maler
- Giovanni Gentile (1875–1944), Philosoph, Kulturmanager und Politiker
- John Scalise (1900–1929), US-amerikanischer Auftragsmörder
- Giovanni Rinaldo Coronas (1919–2008), Politiker
- Roberto Mauri (1924–2007), Filmregisseur und Drehbuchautor
- Francesco Messina Denaro (1928–1998), Mafioso, Vater von Matteo (s. u.)
- Claudio Undari (1935–2008), Schauspieler
- Gianfranco Becchina (* 1939), Antikenhändler
- Antonino Lo Sciuto (* 1945), Polizeifunktionär und Politiker
- Mariano Crociata (* 1953), Geistlicher und römisch-katholischer Bischof von Latina-Terracina-Sezze-Priverno
- Matteo Messina Denaro (1962–2023), Anführer der Cosa Nostra
- Antonio Parrinello (* 1988), Radrennfahrer